# Atletica leggera ai Giochi della XXII Olimpiade - Salto in lungo femminile

Video della Finale

Il salto in lungo ha fatto parte del programma femminile di atletica leggera ai Giochi della XXII Olimpiade. La competizione si è svolta nei giorni 30 e 31 luglio 1980 allo Stadio Lenin di Mosca.

## Presenze ed assenze delle campionesse in carica
| Competizione         | Atleta             | Prestazione | Mosca 1980   |
| -------------------- | ------------------ | ----------- | ------------ |
| Olimpiadi 1976       | Angela Voigt       | 6,72 m      | Non selez.   |
| Commonwealth 1978    | Sue Reeve          | 6,59 m      | Presente     |
| Europei 1978         | Vilma Bardauskiene | 6,88 m      | Non selez.   |
| Asiatici 1978        | Zou Wa             | 6,28 m      | Cina assente |
| Africani 1978        | Modupe Oshikoya    | 6,32 m      | Assente      |
| Coppa del mondo 1979 | Anita Stukane      | 6,64 m      | Non selez.   |

1. ↑  In rappresentanza della Gran Bretagna.
2. ↑  Dal 1978 l'atleta sovietica detiene il record mondiale con 7,09 m. L'atleta però non viene selezionata nella squadra russa a causa degli scarsi risultati (durante la stagione non fa meglio di 6,68).
3. ↑  Il gigante asiatico non partecipa ai Giochi dal 1952.

### Assenti a causa del boicottaggio
| Campionessa panamericana   | 6,46 | 1979      | Kathy McMillan |
| Primatista stagionale 1980 | 7,00 | 19 luglio | Jodi Anderson  |

## Risultati

### Turno eliminatorio
Qualificazione6,50 m
Dieci atlete ottengono la misura richiesta. Ad esse vanno aggiunti i 2 migliori salti, fino a 6,44 m. Due atlete hanno saltato questa misura, per cui il totale delle finaliste sale a 13.

La miglior prestazione appartiene a Lidija Alfejeva (URS) con 6,78 m.

### Finale
La gara vede protagoniste le sovietiche. Al primo turno di salti Tat'jana Skačko va vicino ai 7 metri: 6,96: nuovo record olimpico. Al terzo turno passa la fettuccia: 7,01. I suoi tre salti rimanenti sono di riposo. Invece all'ultimo turno la classifica della gara viene rivoluzionata. La connazionale Kolpakova atterra a 7,06 e la tedesca est le va vicino con 7,04. La Skačko rimane di bronzo.
| Pos     | Paese e Atleta    | 1° salto | 2° salto | 3° salto | 4° salto | 5° salto | 6° salto | Miglior Misura | Note            |
| ------- | ----------------- | -------- | -------- | -------- | -------- | -------- | -------- | -------------- | --------------- |
| Oro     | Tatiana Kolpakova | 6,84     | 6,81     | 6,72     | 6,87     | 6,73     | 7,06     | 7,06           | Record olimpico |
| Argento | Brigitte Wujak    | 6,88     | 6,68     | 6,81     | 6,87     | 6,81     | 7,04     | 7,04           |                 |
| Bronzo  | Tat'jana Skačko   | 6,96     | 6,89     | 7,01     | 6,01     | 6,56     | 6,64     | 7,01           |                 |
| 4       | Anna Włodarczyk   | 6,56     | 6,83     | X        | X        | 6,88     | 6,95     | 6,95           |                 |
| 5       | Siegrun Siegl     | X        | 6,68     | X        | X        | 6,65     | 6,87     | 6,87           |                 |
| 6       | Jarmila Nygrýnová | 6,79     | 6,46     | 6,38     | 6,83     | 6,71     | 6,76     | 6,83           |                 |
| 7       | Sigrid Heimann    | 6,71     | 6,71     | 6,65     | 6,68     | 6,68     | 6,69     | 6,71           |                 |
| 8       | Lidija Alfejeva   | X        | 6,71     | 6,07     | X        | X        | X        | 6,71           |                 |
| 9       | Sue Hearnshaw     | X        | 6,42     | 6,50     |          |          |          | 6,50           |                 |
| 10      | Sue Scott-Reeve   | 6,20     | 6,46     | X        |          |          |          | 6,46           |                 |
| 11      | Barbara Wojnar    | X        | 6,33     | 6,28     |          |          |          | 6,28           |                 |
| 12      | Lidija Gusheva    | 6,24     | 6,23     | 6,22     |          |          |          | 6,24           |                 |
| 13      | Jennifer Innis    | 5,88     | 5,71     | 6,10     |          |          |          | 6,10           |                 |